# 瞽矇
瞽矇，又称瞽史，即盲史官。
春秋以前，中国有两种史官：太史和瞽矇。当时人们传述历史大致以瞽矇传诵为主，而以太史的记录帮助记忆，《国语·楚语上》记载：“史不失书，矇不失诵。”因此，一般认为《左传》的作者左丘明就是一位瞽矇。而《国语》亦为当时各国瞽矇所传诵历史的汇编。